# Jürgen von Kruedener
Jürgen Freiherr von Kruedener (* 9. März 1938 in Berlin) ist ein deutscher Historiker. Er war von 1987 bis 1993 Präsident der Universität der Bundeswehr München.

## Leben
Von Kruedener besuchte die Schule Birklehof und leistete Wehrdienst bei der Bundeswehr. Danach studierte er Wirtschaftswissenschaften an der Universität Mannheim (Diplom-Kaufmann, 1966) und war wissenschaftlicher Assistent an der Universität Mannheim und der Ludwig-Maximilians-Universität München. 1971 wurde er bei Knut Borchardt an der staatswissenschaftlichen Fakultät mit der Dissertation Die Rolle des Hofes im Absolutismus zum Dr. oec. publ. promoviert.
1977 wurde er Professor an der Universität der Bundeswehr München. 1978 war er Gründungsdekan der dortigen Fakultät für Sozialwissenschaften. Von 1986 bis 1987 hatte er eine Gastprofessur am St Antony’s College der University of Oxford inne. Von 1987 bis 1993 war er Präsident der Bundeswehruniversität. 1995 wurde er ordentlicher Professor für Wirtschafts- und Sozialgeschichte mit Agrargeschichte an der Universität Hohenheim. Mittlerweile ist er emeritiert.
Er ist verheiratet und Vater von vier Kindern.

## Schriften (Auswahl)
- Die Rolle des Hofes im Absolutismus (= Forschungen zur Sozial- und Wirtschaftsgeschichte. Bd. 19). G. Fischer, Stuttgart 1973, ISBN 3-437-50167-4.
- Economic crisis and political collapse. The Weimar Republic 1924–1933 (= German historical perspectives series. Vol. 5). Berg, New York u. a. 1990, ISBN 0-85496-232-8.